# Torneo 2009 (fútbol femenino de Chile)
El Campeonato de Primera División de Fútbol Femenino Copa “Entel PCS” es el segundo torneo de la Primera División de fútbol femenino de Chile de fútbol. Comienza el día 16 de mayo. La organización de este torneo responde al fomento que la administración de la ANFP pretende dar al desarrollo del fútbol femenino en Chile, en conjunto con iniciativas de organización de torneos sudamericanos y mundiales de la especialidad.

## Modalidad
El torneo se jugará a partir del 16 de mayo, Los participantes se dividen en las zonas norte y zona sur
y el sistema de competencia se desarrollará en dos etapas: primera etapa o Fase Zonal y segunda etapa o Fase Nacional.
La primera fase tendrá una rueda de nueve fechas, con los 19 equipos divididos en dos grupos. 
En la zona norte participan  Universidad de Chile, Coquimbo Unido, Unión Española, Deportes La Serena, Unión La Calera, Cobresal, Unión San Felipe, Santiago Wanderers, Universidad Católica. 
Y en la zona sur están Rangers de Talca, Curicó Unido, Ñublense,Provincial Osorno, Colo-Colo, Audax Italiano, Melipilla, Santiago Morning, Everton y Palestino.
En la primera fase se enfrentarán todos los equipos del grupo entre sí. En la segunda fase, que se llevará a cabo entre el primer fin de semana de agosto hasta el 12-13 de diciembre, se utilizará el sistema de todos contra todos.
En la segunda fase, cada fecha se disputarán 9 partidos. El equipo que acumule un mayor puntaje al término de las 26 fechas se coronará campeón del Campeonato Primera División de Fútbol Femenino.

## Ascensos y descensos
| a Torneo 2009        |
| -------------------- |
| Cobresal             |
| Coquimbo Unido       |
| Deportes La Serena   |
| Universidad Católica |
| Curicó Unido         |
| Ñublense             |
| Palestino            |
| Rangers              |

| a Asociación de Origen                      |
| ------------------------------------------- |
| Archivo:O'higgins.png O'Higgins Desafiliado |
| San Luis de Quillota Desafiliado            |

## Equipos participantes

### Zona Norte
| Nombre               | Ciudad                   | Fundación              | Estadio                                 |
| -------------------- | ------------------------ | ---------------------- | --------------------------------------- |
| Cobresal             | El Salvador              | 5 de mayo de 1979      | El Cobre                                |
| Coquimbo Unido       | Coquimbo                 | 15 de agosto de 1957   | Bicentenario Francisco Sánchez Rumoroso |
| Deportes La Serena   | La Serena                | 9 de diciembre de 1955 | La Portada                              |
| Santiago Wanderers   | Valparaíso               | 15 de agosto de 1892   | Regional Chiledeportes                  |
| Unión Española       | Santiago (Independencia) | 18 de mayo de 1897     | Santa Laura                             |
| Unión La Calera      | La Calera                | 26 de enero de 1954    | Municipal Nicolás Chahuán               |
| Unión San Felipe     | San Felipe               | 16 de octubre de 1956  | Municipal de San Felipe                 |
| Universidad Católica | Santiago (Las Condes)    | 21 de abril de 1937    | San Carlos de Apoquindo                 |
| Universidad de Chile | Santiago (Ñuñoa)         | 24 de mayo de 1927     | Nacional Julio Martínez                 |

### Zona Sur
| Nombre             | Ciudad                 | Fundación               | Estadio                               |
| ------------------ | ---------------------- | ----------------------- | ------------------------------------- |
| Audax Italiano     | Santiago (La Florida)  | 30 de noviembre de 1910 | Bicentenario Municipal de La Florida  |
| Colo-Colo          | Santiago (Macul)       | 19 de abril de 1925     | Monumental                            |
| Curicó Unido       | Curicó                 | 26 de febrero de 1973   | La Granja                             |
| Deportes Melipilla | Melipilla              | 24 de enero de 1992     | Roberto Bravo Santibáñez              |
| Everton            | Viña del Mar           | 24 de junio de 1909     | Sausalito                             |
| Ñublense           | Chillán                | 20 de agosto de 1916    | Bicentenario Municipal Nelson Oyarzún |
| Palestino          | Santiago (La Cisterna) | 20 de agosto de 1920    | Municipal de La Cisterna              |
| Provincial Osorno  | Osorno                 | 5 de junio de 1983      | Rubén Marcos Peralta                  |
| Rangers            | Talca                  | 2 de noviembre de 1902  | Fiscal de Talca                       |
| Santiago Morning   | Santiago (La Pintana)  | 16 de octubre de 1903   | Municipal de La Pintana               |

## Primera Ronda

### Partidos
|  | Transmite CDF |

#### Zona Norte
| Fecha 1 (16 y 17 de mayo) | Fecha 1 (16 y 17 de mayo) | Fecha 1 (16 y 17 de mayo) |
| Equipo Local              | Resultado                 | Equipo Visitante          |
| ------------------------- | ------------------------- | ------------------------- |
| Universidad de Chile      | 2 - 0                     | Universidad Católica      |
| Unión La Calera           | 7 - 1                     | La Serena                 |
| Unión San Felipe          | 2 - 1                     | Santiago Wanderers        |
| Unión Española            | 4 - 3                     | Cobresal                  |
| Libre: Coquimbo Unido     |                           |                           |

| Fecha 2 (23 y 24 de mayo) | Fecha 2 (23 y 24 de mayo) | Fecha 2 (23 y 24 de mayo) |
| Equipo Local              | Resultado                 | Equipo Visitante          |
| ------------------------- | ------------------------- | ------------------------- |
| Universidad Católica      | 2 - 3                     | Santiago Wanderers        |
| Coquimbo                  | 2 - 1                     | San Felipe                |
| Cobresal                  | 1 - 9                     | Unión La Calera           |
| Universidad de Chile      | 4 - 2                     | Unión Española            |
| Libre: La Serena          |                           |                           |

| Fecha 3 (30 y 31 de mayo) | Fecha 3 (30 y 31 de mayo) | Fecha 3 (30 y 31 de mayo) |
| Equipo Local              | Resultado                 | Equipo Visitante          |
| ------------------------- | ------------------------- | ------------------------- |
| Unión Española            | 1 - 2                     | Universidad Católica      |
| Unión La Calera           | 3 - 1                     | Universidad de Chile      |
| Unión San Felipe          | 0 - 1                     | La Serena                 |
| Santiago Wanderers        | 2 - 7                     | Coquimbo Unido            |
| Libre: Cobresal           |                           |                           |

| Fecha 4 (6 y 7 de junio)    | Fecha 4 (6 y 7 de junio) | Fecha 4 (6 y 7 de junio) |
| Equipo Local                | Resultado                | Equipo Visitante         |
| --------------------------- | ------------------------ | ------------------------ |
| Cobresal                    | 5 - 9                    | San Felipe               |
| Unión Española              | 0 - 6                    | Unión La Calera          |
| Universidad Católica        | 1 - 2                    | Coquimbo                 |
| La Serena                   | 0 - 4                    | Santiago Wanderers       |
| Libre: Universidad de Chile |                          |                          |

| Fecha 5 (13 y 14 de junio) | Fecha 5 (13 y 14 de junio) | Fecha 5 (13 y 14 de junio) |
| Equipo Local               | Resultado                  | Equipo Visitante           |
| -------------------------- | -------------------------- | -------------------------- |
| Unión La Calera            | 5 - 1                      | Universidad Católica       |
| Unión San Felipe           | 1 - 4                      | Universidad de Chile       |
| Santiago Wanderers         | 7 - 2                      | Cobresal                   |
| Coquimbo Unido             | 7 - 1                      | La Serena                  |
| Libre: Unión Española      |                            |                            |

| Fecha 6 (20 y 21 de junio) | Fecha 6 (20 y 21 de junio) | Fecha 6 (20 y 21 de junio) |
| Equipo Local               | Resultado                  | Equipo Visitante           |
| -------------------------- | -------------------------- | -------------------------- |
| Universidad Católica       | 7 - 0                      | La Serena                  |
| Universidad de Chile       | 4 - 0                      | Santiago Wanderers         |
| Cobresal                   | 0 - 17                     | Coquimbo                   |
| Unión Española             | 2 - 3                      | San Felipe                 |
| Libre: Unión La Calera     |                            |                            |

| Fecha 7 (27 y 28 de junio)  | Fecha 7 (27 y 28 de junio) | Fecha 7 (27 y 28 de junio) |
| Equipo Local                | Resultado                  | Equipo Visitante           |
| --------------------------- | -------------------------- | -------------------------- |
| Unión San Felipe            | 1 - 4                      | Unión La Calera            |
| Coquimbo Unido              | 5 - 2                      | Universidad de Chile       |
| La Serena                   | 11 - 1                     | Cobresal                   |
| Santiago Wanderers          |                            | Unión Española             |
| Libre: Universidad Católica |                            |                            |

| Fecha 8 (4 y 5 de julio) | Fecha 8 (4 y 5 de julio) | Fecha 8 (4 y 5 de julio) |
| Equipo Local             | Resultado                | Equipo Visitante         |
| ------------------------ | ------------------------ | ------------------------ |
| Universidad Católica     | 2 - 0                    | Cobresal                 |
| Universidad de Chile     | 8 - 1                    | La Serena                |
| Unión Española           | 1 - 3                    | Coquimbo Unido           |
| Unión La Calera          | 1 - 1                    | Santiago Wanderers       |
| Libre: Unión San Felipe  |                          |                          |

| Fecha 9 (11 y 12 de julio) | Fecha 9 (11 y 12 de julio) | Fecha 9 (11 y 12 de julio) |
| Equipo Local               | Resultado                  | Equipo Visitante           |
| -------------------------- | -------------------------- | -------------------------- |
| Coquimbo Unido             | 2 - 1                      | Unión La Calera            |
| Cobresal                   | 3 - 8                      | Universidad de Chile       |
| La Serena                  | 1 - 7                      | Unión Española             |
| Unión San Felipe           | 0 - 2                      | Universidad Católica       |
| Libre: Santiago Wanderers  |                            |                            |

#### Zona Sur
| Fecha 1 (16 y 17 de mayo) | Fecha 1 (16 y 17 de mayo) | Fecha 1 (16 y 17 de mayo) |
| Equipo Local              | Resultado                 | Equipo Visitante          |
| ------------------------- | ------------------------- | ------------------------- |
| Osorno                    | 0 - 6                     | Colo Colo                 |
| Ñublense                  | 0 - 27                    | Melipilla                 |
| Curicó                    | 1 - 3                     | Santiago Morning          |
| Palestino                 | 0 - 6                     | Audax Italiano            |
| Rangers                   | 0 - 10                    | Everton                   |

| Fecha 2 (23 y 24 de mayo) | Fecha 2 (23 y 24 de mayo) | Fecha 2 (23 y 24 de mayo) |
| Equipo Local              | Resultado                 | Equipo Visitante          |
| ------------------------- | ------------------------- | ------------------------- |
| Colo-Colo                 | 1 - 2                     | Everton                   |
| Audax Italiano            | 4 - 0                     | Osorno                    |
| Melipilla                 | 6 - 1                     | Palestino                 |
| Santiago Morning          | 43 - 0                    | Ñublense                  |
| Rangers                   | 3 - 2                     | Curicó Unido              |

| Fecha 3 (30 y 31 de mayo) | Fecha 3 (30 y 31 de mayo) | Fecha 3 (30 y 31 de mayo) |
| Equipo Local              | Resultado                 | Equipo Visitante          |
| ------------------------- | ------------------------- | ------------------------- |
| Curicó                    | 0 - 5                     | Everton                   |
| Ñublense                  | 0 - 10                    | Rangers                   |
| Palestino                 | 1 - 7                     | Santiago Morning          |
| Osorno                    | 4 - 3                     | Melipilla                 |
| Colo Colo                 | 8 - 1                     | Audax Italiano            |

| Fecha 4 (6 y 7 de junio) | Fecha 4 (6 y 7 de junio) | Fecha 4 (6 y 7 de junio) |
| Equipo Local             | Resultado                | Equipo Visitante         |
| ------------------------ | ------------------------ | ------------------------ |
| Everton                  | 3 - 0                    | Audax Italiano           |
| Melipilla                | 0 - 6                    | Colo-Colo                |
| Santiago Morning         | 6 - 2                    | Osorno                   |
| Curicó Unido             | 9 - 0                    | Ñublense                 |
| Rangers                  | 1 - 0                    | Palestino                |

| Fecha 5 (13 y 14 de junio) | Fecha 5 (13 y 14 de junio) | Fecha 5 (13 y 14 de junio) |
| Equipo Local               | Resultado                  | Equipo Visitante           |
| -------------------------- | -------------------------- | -------------------------- |
| Ñublense                   | 1 - 12                     | Everton                    |
| Palestino                  | 2 - 5                      | Curicó                     |
| Osorno                     | 6 - 0                      | Rangers                    |
| Colo Colo                  | 1 - 1                      | Santiago Morning           |
| Audax Italiano             | 1 - 0                      | Melipilla                  |

| Fecha 6 (20 y 21 de junio) | Fecha 6 (20 y 21 de junio) | Fecha 6 (20 y 21 de junio) |
| Equipo Local               | Resultado                  | Equipo Visitante           |
| -------------------------- | -------------------------- | -------------------------- |
| Ñublense                   | 1 - 2                      | Palestino                  |
| Santiago Morning           | 3 - 0                      | Audax Italiano             |
| Everton                    | 6 - 0                      | Melipilla                  |
| Rangers                    | 2 - 8                      | Colo-Colo                  |
| Curicó Unido               | 1 - 9                      | Osorno                     |

| Fecha 7 (28 y 28 de junio) | Fecha 7 (28 y 28 de junio) | Fecha 7 (28 y 28 de junio) |
| Equipo Local               | Resultado                  | Equipo Visitante           |
| -------------------------- | -------------------------- | -------------------------- |
| Audax Italiano             | 6 - 0                      | Rangers                    |
| Colo Colo                  | 22 - 0                     | Curicó                     |
| Osorno                     | 11 - 0                     | Ñublense                   |
| Melipilla                  |                            | Santiago Morning           |
| Palestino                  | 0 - 12                     | Everton                    |

| Fecha 8 (4 y 5 de julio) | Fecha 8 (4 y 5 de julio) | Fecha 8 (4 y 5 de julio) |
| Equipo Local             | Resultado                | Equipo Visitante         |
| ------------------------ | ------------------------ | ------------------------ |
| Everton                  | 0 - 1                    | Santiago Morning         |
| Rangers                  | 1 - 1                    | Melipilla                |
| Ñublense                 | 0 - 13                   | Colo Colo                |
| Curicó                   |                          | Audax Italiano           |
| Palestino                | 0 - 5                    | Osorno                   |

| Fecha 9 (11 y 12 de julio) | Fecha 9 (11 y 12 de julio) | Fecha 9 (11 y 12 de julio) |
| Equipo Local               | Resultado                  | Equipo Visitante           |
| -------------------------- | -------------------------- | -------------------------- |
| Audax Italiano             | 14 - 0                     | Ñublense                   |
| Colo-Colo                  | 10 - 1                     | Palestino                  |
| Osorno                     | 1 - 5                      | Everton                    |
| Melipilla                  | 4 - 1                      | Curicó Unido               |
| Santiago Morning           | 13 - 1                     | Rangers                    |

## Segunda Ronda

### Partidos
| Fecha 1 (1 y 2 de agosto) | Fecha 1 (1 y 2 de agosto) | Fecha 1 (1 y 2 de agosto) |
| Equipo Local              | Resultado                 | Equipo Visitante          |
| ------------------------- | ------------------------- | ------------------------- |
| Audax Italiano            | 3 - 0                     | Santiago Wanderers        |
| Colo-Colo                 | 2 - 1                     | Unión La Calera           |
| Cobresal                  | 0 - 3                     | Unión Española W.O        |
| Curicó                    | 0 - 8                     | Universidad de Chile      |
| Coquimbo                  | 2 - 0                     | Universidad Católica      |
| Everton                   | 8 - 0                     | Unión San Felipe          |
| La Serena                 | 2 - 4                     | Rangers                   |
| Melipilla                 | 9 - 0                     | Palestino                 |
| Ñublense                  | 0 - 9                     | Osorno                    |
| Libre: Santiago Morning   |                           |                           |

| Fecha 2 (8 y 9 de agosto) | Fecha 2 (8 y 9 de agosto) | Fecha 2 (8 y 9 de agosto) |
| Equipo Local              | Resultado                 | Equipo Visitante          |
| ------------------------- | ------------------------- | ------------------------- |
| Universidad de Chile      | 1 - 2                     | Coquimbo                  |
| Santiago Wanderers        | 1 - 1                     | Osorno                    |
| Palestino                 | 1 - 2                     | Ñublense                  |
| Santiago Morning          | 4 - 2                     | Melipilla                 |
| Unión San Felipe          | 1 - 2                     | La Serena                 |
| Universidad Católica      | 9 - 0                     | Everton                   |
| Unión Española            | 8 - 2                     | Curicó                    |
| Unión La Calera           |                           | Cobresal                  |
| Audax Italiano            | 2 - 4                     | Colo-Colo                 |
| Libre: Rangers            |                           |                           |

| Fecha 3 (15 y 16 de agosto) | Fecha 3 (15 y 16 de agosto) | Fecha 3 (15 y 16 de agosto) |
| Equipo Local                | Resultado                   | Equipo Visitante            |
| --------------------------- | --------------------------- | --------------------------- |
| Colo-Colo                   | 6 - 1                       | Santiago Wanderers          |
| Audax Italiano              |                             | Cobresal                    |
| Coquimbo                    |                             | Unión Española              |
| Curicó                      |                             | Unión La Calera             |
| Osorno                      | 5 - 0                       | Palestino                   |
| Everton                     | 3 - 0                       | Universidad de Chile        |
| La Serena                   | 3 - 3                       | Universidad Católica        |
| Melipilla                   |                             | Rangers                     |
| Ñublense                    |                             | Santiago Morning            |
| Libre: Unión San Felipe     |                             |                             |

| Fecha 4 (22 y 23 de agosto) | Fecha 4 (22 y 23 de agosto) | Fecha 4 (22 y 23 de agosto) |
| Equipo Local                | Resultado                   | Equipo Visitante            |
| --------------------------- | --------------------------- | --------------------------- |
| Unión La Calera             | 1 - 4                       | Coquimbo                    |
| Santiago Wanderers          | 6 - 1                       | Palestino                   |
| Rangers                     | 9 - 1                       | Ñublense                    |
| Santiago Morning            | 5 - 0                       | Osorno                      |
| Unión San Felipe            | 0 - 4                       | Melipilla                   |
| Universidad de Chile        | 5 - 1                       | La Serena                   |
| Unión Española              | 0 - 4                       | Everton                     |
| Colo-Colo                   | 21 - 0                      | Cobresal                    |
| Audax Italiano              | 2 - 1                       | Curicó                      |
| Libre: Universidad Católica |                             |                             |

| Fecha 5 (29 y 30 de agosto) | Fecha 5 (29 y 30 de agosto) | Fecha 5 (29 y 30 de agosto) |
| Equipo Local                | Resultado                   | Equipo Visitante            |
| --------------------------- | --------------------------- | --------------------------- |
| Cobresal                    | 0 - 13                      | Santiago Wanderers          |
| Curicó                      | 0 - 12                      | Colo-Colo                   |
| Coquimbo                    | 5 - 1                       | Audax Italiano              |
| Everton                     | 2 - 0                       | Unión La Calera             |
| La Serena                   | 2 - 1                       | Unión Española              |
| Melipilla                   | 1 - 2                       | Universidad Católica        |
| Ñublense                    | 0 - 2                       | Unión San Felipe            |
| Osorno                      | 3 - 1                       | Rangers                     |
| Palestino                   | 1 - 11                      | Santiago Morning            |
| Libre: Universidad de Chile |                             |                             |

| Fecha 6 (5 y 6 de septiembre) | Fecha 6 (5 y 6 de septiembre) | Fecha 6 (5 y 6 de septiembre) |
| Equipo Local                  | Resultado                     | Equipo Visitante              |
| ----------------------------- | ----------------------------- | ----------------------------- |
| Santiago Wanderers            | 0 - 12                        | Santiago Morning              |
| Rangers                       | 4 - 0                         | Palestino                     |
| Unión San Felipe              | 1 - 5                         | Osorno                        |
| Universidad Católica          | 2 - 1                         | Ñublense                      |
| Universidad de Chile          | 2 - 1                         | Melipilla                     |
| Unión La Calera               | 3 - 2                         | La Serena                     |
| Audax                         | 0 - 5                         | Everton                       |
| Colo-Colo                     | 4 - 1                         | Coquimbo                      |
| Cobresal                      | 6 - 7                         | Curicó                        |
| Libre: Unión Española         |                               |                               |

| Fecha 7 (12 y 13 de septiembre) | Fecha 7 (12 y 13 de septiembre) | Fecha 7 (12 y 13 de septiembre) |
| Equipo Local                    | Resultado                       | Equipo Visitante                |
| ------------------------------- | ------------------------------- | ------------------------------- |
| Curicó                          | 1 - 2                           | Santiago Wanderers              |
| Coquimbo                        | 9 - 0                           | Cobresal                        |
| Everton                         | 2 - 0                           | Colo-Colo                       |
| La Serena                       | 1 - 3                           | Audax Italiano                  |
| Melipilla                       | 2 - 3                           | Unión Española                  |
| Ñublense                        | 0 - 10                          | Universidad de Chile            |
| Osorno                          | 2 - 2                           | Universidad Católica            |
| Palestino                       | 1 - 0                           | Unión San Felipe                |
| Santiago Morning                | 4 - 2                           | Rangers                         |
| Libre: Unión La Calera          |                                 |                                 |

| Fecha 8 (26 y 27 de septiembre) | Fecha 8 (26 y 27 de septiembre) | Fecha 8 (26 y 27 de septiembre) |
| Equipo Local                    | Resultado                       | Equipo Visitante                |
| ------------------------------- | ------------------------------- | ------------------------------- |
| Santiago Wanderers              | 2 - 1                           | Rangers                         |
| Unión San Felipe                | 3 - 15                          | Santiago Morning                |
| Universidad Católica            | 1 - 0                           | Palestino                       |
| Universidad de Chile            | 2 - 2                           | Osorno                          |
| Unión Española                  | 17 - 0                          | Ñublense                        |
| Unión La Calera                 | 4 - 3                           | Melipilla                       |
| Colo-Colo                       | 10 - 0                          | La Serena                       |
| Cobresal                        | 0 - 14                          | Everton                         |
| Curicó                          | 0 - 6                           | Coquimbo                        |
| Libre: Audax Italiano           |                                 |                                 |

| Fecha 9 (3 y 4 de octubre) | Fecha 9 (3 y 4 de octubre) | Fecha 9 (3 y 4 de octubre) |
| Equipo Local               | Resultado                  | Equipo Visitante           |
| -------------------------- | -------------------------- | -------------------------- |
| Coquimbo                   | 8 - 1                      | Santiago Wanderers         |
| Everton                    |                            | Curicó                     |
| La Serena                  | 7 - 0                      | Cobresal                   |
| Melipilla                  | 1 - 2                      | Audax Italiano             |
| Ñublense                   | 0 - 14                     | Unión La Calera            |
| Osorno                     | 5 - 0                      | Unión Española             |
| Palestino                  | 0 - 11                     | Universidad de Chile       |
| Santiago Morning           | 7 - 0                      | Universidad Católica       |
| Rangers                    | 6 - 3                      | Unión San Felipe           |
| Libre: Colo-Colo           |                            |                            |

| Fecha 10 (10 y 11 de octubre) | Fecha 10 (10 y 11 de octubre) | Fecha 10 (10 y 11 de octubre) |
| Equipo Local                  | Resultado                     | Equipo Visitante              |
| ----------------------------- | ----------------------------- | ----------------------------- |
| Santiago Wanderers            | 2 - 2                         | Unión San Felipe              |
| Universidad Católica          |                               | Rangers                       |
| Universidad de Chile          | 1 - 3                         | Santiago Morning              |
| Unión Española                |                               | Palestino                     |
| Unión La Calera               | 6 - 1                         | Osorno                        |
| Audax Italiano                | 8 - 0                         | Ñublense                      |
| Colo-Colo                     | 14 - 1                        | Melipilla                     |
| Curicó                        | 1 - 7                         | La Serena                     |
| Coquimbo                      |                               | Everton                       |
| Libre: Cobresal               |                               |                               |

| Fecha 11 (17 y 18 de octubre) | Fecha 11 (17 y 18 de octubre) | Fecha 11 (17 y 18 de octubre) |
| Equipo Local                  | Resultado                     | Equipo Visitante              |
| ----------------------------- | ----------------------------- | ----------------------------- |
| Everton (C)                   | 5 - 0                         | Santiago Wanderers            |
| La Serena                     | 1 - 3                         | Coquimbo                      |
| Melipilla                     | 8 - 1                         | Cobresal                      |
| Ñublense                      | 0 - 7                         | Colo-Colo                     |
| Osorno                        | 1 - 2                         | Audax Italiano                |
| Palestino                     | 0 - 8                         | Unión La Calera               |
| Santiago Morning              | 11 - 0                        | Unión Española                |
| Rangers                       | 1 - 3                         | Universidad de Chile          |
| Unión San Felipe              | 0 - 2                         | Universidad Católica          |
| Libre: Curicó                 |                               |                               |

| Fecha 12 (24 y 25 de octubre) | Fecha 12 (24 y 25 de octubre) | Fecha 12 (24 y 25 de octubre) |
| Equipo Local                  | Resultado                     | Equipo Visitante              |
| ----------------------------- | ----------------------------- | ----------------------------- |
| Santiago Wanderers            | 0 - 1                         | Universidad Católica          |
| Universidad de Chile          | 1 - 0                         | Unión San Felipe              |
| Unión Española                | 2 - 3                         | Rangers                       |
| Unión La Calera               | 3 - 2                         | Santiago Morning              |
| Audax Italiano                | 4 - 0                         | Palestino                     |
| Colo-Colo                     | 5 - 1                         | Osorno                        |
| Cobresal                      | 4 - 5                         | Ñublense                      |
| Curicó                        | 2 - 6                         | Melipilla                     |
| Everton                       | 15 - 0                        | La Serena                     |
| Libre: Coquimbo               |                               |                               |

| Fecha 13 (31 de octubre y 1 de noviembre) | Fecha 13 (31 de octubre y 1 de noviembre) | Fecha 13 (31 de octubre y 1 de noviembre) |
| Equipo Local                              | Resultado                                 | Equipo Visitante                          |
| ----------------------------------------- | ----------------------------------------- | ----------------------------------------- |
| La Serena                                 | 1 - 2                                     | Santiago Wanderers                        |
| Melipilla                                 | 2 - 4                                     | Coquimbo                                  |
| Ñublense                                  | 4 - 4                                     | Curicó                                    |
| Osorno                                    | 8 - 1                                     | Cobresal                                  |
| Palestino                                 | 0 - 19                                    | Colo-Colo                                 |
| Santiago Morning                          | 2 - 1                                     | Audax Italiano                            |
| Rangers                                   | 4 - 5                                     | Unión La Calera                           |
| Unión San Felipe                          | 4 - 1                                     | Unión Española                            |
| Universidad Católica                      | 1 - 1                                     | Universidad de Chile                      |
| Libre: Everton                            |                                           |                                           |

| Fecha 14 (7 y 8 de noviembre) | Fecha 14 (7 y 8 de noviembre) | Fecha 14 (7 y 8 de noviembre) |
| Equipo Local                  | Resultado                     | Equipo Visitante              |
| ----------------------------- | ----------------------------- | ----------------------------- |
| Santiago Wanderers            |                               | Universidad de Chile          |
| Unión Española                |                               | Universidad Católica          |
| Unión La Calera               |                               | Unión San Felipe              |
| Audax Italiano                |                               | Rangers                       |
| Colo-Colo                     | 2 - 4                         | Santiago Morning              |
| Cobresal                      |                               | Palestino                     |
| Curicó                        |                               | Osorno                        |
| Coquimbo                      |                               | Ñublense                      |
| Everton                       |                               | Melipilla                     |
| Libre: La Serena              |                               |                               |

## Tabla general
| Pos | Equipo               | Pts | PJ | G  | E | P  | GF  | GC  | Dif  | PFZ[?] |
| --- | -------------------- | --- | -- | -- | - | -- | --- | --- | ---- | ------ |
| 1º  | Everton              | 78  | 18 | 18 | 0 | 0  | 134 | 5   | +129 | 24     |
| 2º  | Coquimbo Unido       | 73  | 18 | 15 | 1 | 2  | 91  | 20  | +71  | 27     |
| 3º  | Colo-Colo            | 70  | 18 | 16 | 0 | 2  | 153 | 13  | +140 | 22     |
| 4º  | Santiago Morning     | 68  | 18 | 14 | 1 | 3  | 101 | 21  | +80  | 25     |
| 5º  | Audax Italiano       | 60  | 18 | 14 | 0 | 4  | 58  | 21  | +37  | 18     |
| 6º  | Unión La Calera      | 54  | 18 | 13 | 0 | 5  | 75  | 32  | +43  | 15     |
| 7º  | Universidad de Chile | 50  | 18 | 9  | 3 | 6  | 65  | 30  | +35  | 20     |
| 8º  | Universidad Católica | 42  | 18 | 8  | 4 | 6  | 30  | 42  | -12  | 14     |
| 9º  | Santiago Wanderers   | 41  | 18 | 9  | 2 | 7  | 39  | 49  | -10  | 12     |
| 10º | Provincial Osorno    | 39  | 18 | 7  | 3 | 8  | 48  | 48  | 0    | 15     |
| 11º | Deportes La Serena   | 35  | 18 | 8  | 1 | 9  | 54  | 59  | -5   | 10     |
| 12º | Rangers              | 32  | 18 | 7  | 1 | 10 | 54  | 54  | 0    | 10     |
| 13º | Deportes Melipilla   | 31  | 18 | 7  | 0 | 11 | 60  | 53  | +7   | 10     |
| 14º | Unión Española       | 29  | 18 | 5  | 2 | 11 | 42  | 70  | -28  | 12     |
| 15º | Unión San Felipe     | 21  | 18 | 3  | 1 | 14 | 23  | 74  | -51  | 11     |
| 16º | Curicó Unido         | 17  | 18 | 3  | 2 | 13 | 28  | 92  | -64  | 6      |
| 17º | Palestino            | 9   | 18 | 2  | 0 | 16 | 11  | 119 | -108 | 3      |
| 18º | Ñublense             | 7   | 18 | 2  | 1 | 15 | 18  | 149 | -131 | 0      |
| 19º | Cobresal             | 0   | 18 | 0  | 0 | 18 | 17  | 150 | -133 | 0      |

|                                   |
| Everton de Viña del Mar 2º título |

## Goleadoras
Fecha de actualización: 2 de noviembre
| Jugador              | Jugador             | Goles | Equipo           |
| -------------------- | ------------------- | ----- | ---------------- |
| Bandera de Chile     | Valeska Arias       | 38    | Everton          |
| Bandera de Argentina | Ludmila Manicler    | 38    | Santiago Morning |
| Bandera de Chile     | Nathalie Quezada    | 33    | Colo-Colo        |
| Bandera de Chile     | Jennifer Díaz       | 32    | Colo-Colo        |
| Bandera de Uruguay   | Adriana Castillo    | 30    | Colo-Colo        |
| Bandera de Chile     | Karen Araya         | 27    | Unión La Calera  |
| Bandera de Argentina | María Belén Potassa | 27    | Santiago Morning |
| Bandera de Chile     | Bárbara González    | 25    | Melipilla        |
| Bandera de Chile     | Geraldine Leyton    | 23    | Santiago Morning |
| Bandera de Chile     | Francisca Lara      | 23    | Coquimbo Unido   |